# Ulla Nævestad
Ulla Nævestad (12 de setembro de 1945 - 26 de julho de 2021) foi uma política norueguesa do Partido Conservador.
Ela serviu como vice-representante no Parlamento da Noruega por Buskerud durante o mandato 1989-1993. No total, ela reuniu-se durante 61 dias de sessão parlamentar. Ela também serviu como presidente de Lier de 1995 a 2011.